# Boursin (marque)
Pour les articles homonymes, voir Boursin.
Boursin est une marque commerciale de fromage frais industriel appartenant aux fromageries Bel.

## Historique
François Boursin fonde une fromagerie en 1957 et donne son propre nom à cette marque en 1963. Il est inventé dans une laiterie à la Bonneville-sur-Iton, village situé près d'Évreux. Le fromage est fabriqué ensuite dans une usine fromagère située dans le département de l'Eure à Croisy-sur-Eure, village voisin de la commune de Pacy-sur-Eure.
Des années 1970 à 1990, c'est le slogan publicitaire : « Du pain, du vin, du Boursin » (slogan racheté par Publicis à une petite marque de fromage régional[Laquelle ?], car il permettait d'induire que Boursin était un fromage, alors qu'il entrait jusqu'alors dans la catégorie de « fromage frais ») qui le porte ; il est ensuite remplacé par : « Du pain, du Boursin, on est bien ». La musique est tirée d'Elmer's Tune de Glenn Miller.
En 1990, la marque Boursin est rachetée par le groupe Unilever. Ce dernier a annoncé en septembre 2007 la mise en vente de la marque, qui a été rachetée par le groupe Bel pour 400 millions d'euros début novembre 2007. La marque a réalisé un chiffre d'affaires d'environ 95 millions d'euros en 2006.

## Présentation
Ce fromage se présente sous la forme d'un cylindre enveloppé dans un papier en aluminium gaufré, enfermé dans une boîte en carton, et est à base de laits de vache mélangés et pasteurisés à pâte fraîche salée, à laquelle sont ajoutés de la crème et, dans la variété la plus ancienne, un mélange d'ail et de fines herbes. Il contient 40 % de matières grasses, son poids moyen est de 150 g.
Les propriétaires-fondateurs de la marque avaient par ailleurs créé Boursin au poivre et Boursin aux noix. Le passage sous la bannière Unilever verra la création de nombreuses autres variétés y compris un Boursin nature, processus créatif que poursuit aujourd'hui le groupe Bel.

## Utilisation dans la culture populaire
En 2022, le chanteur Maastrichtois John Tana sort le single "Boursin" qui, fin 2024, totalisait déjà plus d'un million de vues, ancrant ainsi le Boursin dans la culture populaire.